# Chanteraine
Chanteraine ist eine französische Gemeinde mit 186 Einwohnern (Stand: 1. Januar 2022) im Département Meuse in der Region Grand Est (bis 2015 Lothringen). Sie gehört zum Arrondissement Bar-le-Duc und zum Kanton Ligny-en-Barrois. 

## Geografie
Chanteraine liegt etwa 55 Kilometer westlich von Nancy. Umgeben wird Chanteraine von den Nachbargemeinden Willeroncourt im Nordwesten und Norden, Nançois-le-Grand im Norden, Saint-Aubin-sur-Aire im Nordosten, Saulvaux im Osten, Boviolles im Südosten und Süden, Menaucourt im Südwesten, Givrauval im Südwesten und Westen sowie Ligny-en-Barrois im Westen und Nordwesten.
Am Nordrand der Gemeinde führt die Route nationale 4 entlang.

## Geschichte
Chanteraine wurde 1973 aus der Zusammenlegung der Gemeinden Chennevières, Morlaincourt und Oëy geschaffen. 

### Bevölkerungsentwicklung
| Jahr                       | 1962 | 1968 | 1975 | 1982 | 1990 | 1999 | 2006 | 2019 |
| Einwohner                  | 148  | 100  | 200  | 205  | 251  | 236  | 207  | 189  |
| Quellen: Cassini und INSEE |      |      |      |      |      |      |      |      |

## Sehenswürdigkeiten
- Schloss Morlaincourt aus dem 16. Jahrhundert
- Kirche Saint-Èvre in Chennevières
- Kirche Saint-Remi in Morlaincourt
- Kirche Saint-Rémi in Oëy